# Lomonossowka (Kaliningrad)
Lomonossowka (russisch Ломоносовка, deutsch Permauern, 1938–1945 Mauern (Ostpr.), und Meyerhof) ist ein Ort in der russischen Oblast Kaliningrad. Er gehört zur kommunalen Selbstverwaltungseinheit Stadtkreis Polessk im Rajon Polessk.

## Geographische Lage
Lomonossowka mit seinen verstreut liegenden Wohnhäusern liegt neun Kilometer östlich der Rajonstadt Polessk (Labiau) und ist von der Regionalstraße 27A-145 (ex A190) von Saranskoje (Laukischken) aus über die Regionalstraße 27A-014 (ex R514) in nördlicher Richtung nach Krasnoje (Agilla/Haffwerder) am Kurischen Haff zu erreichen. Vor 1945 war das Dorf Permauern/Mauern Bahnstation an der Bahnstrecke Königsberg–Tilsit. Heute ist Scholochowo (Schelecken/Schlicken) die nächste Bahnstation an der Bahnstrecke Kaliningrad–Sowetsk.

## Geschichte

### Permauern (Mauern)
Das damalige Pawren wurde im Jahre 1371 erstmals urkundlich erwähnt. Etwa einen Kilometer südlich des Dorfes lag die spätere Försterei, die zum Staatsforst Pfeil gehörte. Im Jahre 1874 wurde Permauern in den neu errichteten Amtsbezirk Laukischken (heute russisch: Saranskoje) eingegliedert und gehörte bis 1945 zum Kreis Labiau im Regierungsbezirk Königsberg der preußischen Provinz Ostpreußen.
Im Jahre 1910 lebten in Permauern 336 Menschen. Die Zahl der Einwohner stieg bis 1933 auf 379 und betrug 1939 noch 351. Vorher noch – am 3. Juni 1938, bestätigt am 16. Juli 1938 – erhielt das Dorf aus ideologischen Gründen der Verdrängung alles „Fremdländischen“ den Namen „Mauern (Ostpr.)“.

### Meyerhof
Das Gut Meyerhof lag nur wenige hundert Meter nördlich von Permauern. Als Gutsbezirk kam Meyerhof 1874 zum Amtsbezirk Laukischken (Saranskoje) im Kreis Labiau im Regierungsbezirk Königsberg der preußischen Provinz Ostpreußen. Im Jahre 1910 waren in Meyerhof 77 Einwohner gemeldet. Am 30. September 1928 schloss sich das Gutsdorf Meyerhof mit dem Gutsbezirk Schelecken (russisch: Scholochowo) zur neuen Landgemeinde Schelecken zusammen.

### Lomonossowka
Die Orte Permauern/Mauern und Meyerhof kamen 1945 in Folge des Zweiten Weltkriegs mit dem nördlichen Ostpreußen zur Sowjetunion und wurden 1947 unter dem russischen Namen Lomonossowka zusammengefasst. Gleichzeitig wurde dieser Ort dem Dorfsowjet Iljitschowski selski Sowet im Rajon Polessk zugeordnet. Später gelangte der Ort in den Saranski selski Sowet. Von 2008 bis 2016 gehörte Lomonossowka zur Landgemeinde Saranskoje selskoje posselenije und seither zum Stadtkreis Polessk.

## Kirche
Die Bevölkerung von Permauern bzw. Mauern und Meyerhof war vor 1945 überwiegend evangelischer Konfession. Beide Orte waren in das Kirchspiel der Kirche Laukischken (russisch: Saranskoje) eingepfarrt und gehörten zum Kirchenkreis Labiau in der Kirchenprovinz Ostpreußen der Kirche der Altpreußischen Union. In den 1990er Jahren hat sich nun in Lomonossowka eine eigene evangelisch-lutherische Gemeinde gebildet, deren Gottesdienststätte zwischen 2001 und 2012 das Sozial-kulturelle Zentrum im Ort war (s. u.). Die Gemeinde besteht als Filialgemeinde der Auferstehungskirche in Kaliningrad (Königsberg) in der Propstei Kaliningrad der Evangelisch-lutherischen Kirche Europäisches Russland.

### Sozial-kulturelles Zentrum
Im Jahre 2001 wurde im einstigen Mauern auf Initiative der Partnerschaft Ostpreußen e. V. in Heppenheim (Deutschland) ein Sozial-kulturelles Zentrum geschaffen. Im Haus gab es einen Gottesdienstraum für die evangelisch-lutherische Ortsgemeinde sowie eine Sozialstation. Deren Ausstattung übernahm der Johanniter-Orden. Vorgesehen war noch eine Kindertagesstätte. Die Spende der ostpreußischen Gutsfrau Margarethe Windisch machte das Projekt möglich. Ihren Namen trug daher das Zentrum. Eigentümer und Hausherr wurde die evangelisch-lutherische Propstei Kaliningrad. Nach zehn Jahren scheiterte der Betrieb des Kulturzentrums an den finanziellen Gegebenheiten. Im Jahre 2012 musste das Haus verkauft werden. Auch andere Projekte der Partnerschaft Ostpreußen e. V. in Heppenheim wie eine Schreinerei, ein Sägewerk sowie eine Landwirtschaft und der Bau von drei Wohnhäusern scheiterten ebenfalls bzw. blieben im Planungsstadium stecken.